# ErbB
ErbBファミリーまたはEGF受容体ファミリー（EGF receptor family）は、4つの受容体型チロシンキナーゼから構成されるタンパク質ファミリーで、各メンバーは最初に発見されたメンバーである上皮成長因子受容体（EGFR）と構造的に関係している。ヒトでは、ErbBファミリーはErbB-1（HER1、EGFR）、ErbB-2（HER2、Neu）、ErbB-3（HER3）、ErbB-4（HER4）からなる。遺伝子シンボルとなっているErbBは、これらの受容体と相同なウイルスのがん遺伝子の名称（v-erbB）に由来する。ヒトではErbBシグナルの不十分な伝達は多発性硬化症やアルツハイマー病などの神経変性疾患の発症と関係しており、一方過剰なシグナルはさまざまなタイプの固形腫瘍の発生と関係している。
ErbBタンパク質ファミリーのシグナルは発生に重要である。例えば、ErbB-2とErbB-4のノックアウトマウスは妊娠中期で致死となり、心室の心筋肉柱形成（myocardial ventricular trabeculation）の欠損と関係した心臓機能の欠陥と末梢神経系の発生異常を示す。ErbB-3の変異体マウスでは心臓の欠陥は軽度であり、胚発生の過程を通じてより長く生存することができる。シュワン細胞の成熟の欠損は運動神経と感覚神経細胞の変性を引き起こす。 ErbB-1とErbB-2はヒトのがんの多くに存在し、過剰なシグナル伝達は腫瘍の発生と悪性化に重要な因子である可能性がある。

## 構造

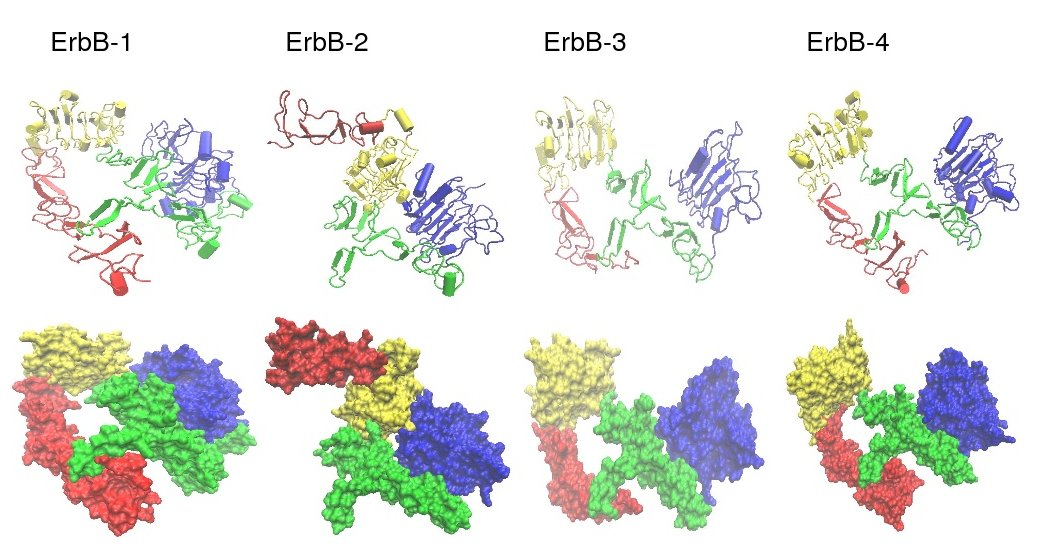
ErbBの細胞外ドメイン構造の比較

ErbB受容体ファミリーの4つのメンバーはすべて構造的にほぼ同一であり、モジュール状の一本鎖糖タンパク質である。約620アミノ酸残基からなる細胞外ドメインまたはリガンド結合ドメイン、約23残基からなる膜貫通領域、最大540残基程度からなる細胞内のチロシンキナーゼドメインから構成される。各メンバーの細胞外領域は、L1、CR1、L2、CR2の4つのサブドメインから構成される。Lはロイシンリッチリピート、CRはシステインリッチ領域を意味しており、CR1ドメインには8つ、CR2ドメインには7つのジスルフィド結合が含まれている。これらのサブドメインは、下の図ではL1が青、CR1が緑、L2が黄、CR2が赤で示されている。これらのサブドメインはドメインI–IVとも呼ばれる。ErbB受容体の細胞内領域は、約40残基の膜近傍領域、約260残基のキナーゼドメイン、そして220–350残基のC末端ドメインの主に3つのサブドメインからなる。C末端ドメインはチロシン残基のリン酸化によって活性化され、他のErbBタンパク質や下流のシグナル伝達分子との相互作用を媒介する。
下の図は、ErbBファミリータンパク質の細胞外ドメインの立体構造を示している（ErbB-1: 1NQL 、ErbB-2: 1S78、ErbB-3: 1M6B、ErbB-4: 2AHX）。

## キナーゼの活性化
ErbBタンパク質の4つのメンバーは、成長因子リガンドによる活性化に伴って、ホモ二量体、ヘテロ二量体、そしておそらくより高次のオリゴマーを形成する。11種類の成長因子がErbB受容体を活性化する。
各成長因子の各ErbB受容体に対する活性化能が下の図で示されている。
| リガンド         | 受容体 | 受容体 | 受容体 | 受容体 |
|                  | ErbB-1 | ErbB-2 | ErbB-3 | ErbB-4 |
| EGF              | +      | -      | -      | -      |
| TGF-α            | +      | -      | -      | -      |
| HB-EGF           | +      | -      | -      | +      |
| アンフィレグリン | +      | -      | -      | -      |
| ベータセルリン   | +      | -      | -      | +      |
| エピジェン       | +      | -      | -      | -      |
| エピレグリン     | +      | -      | -      | +      |
| ニューレグリン1  | -      | -      | +      | +      |
| ニューレグリン2  | -      | -      | +      | +      |
| ニューレグリン3  | -      | -      | -      | +      |
| ニューレグリン4  | -      | -      | -      | +      |

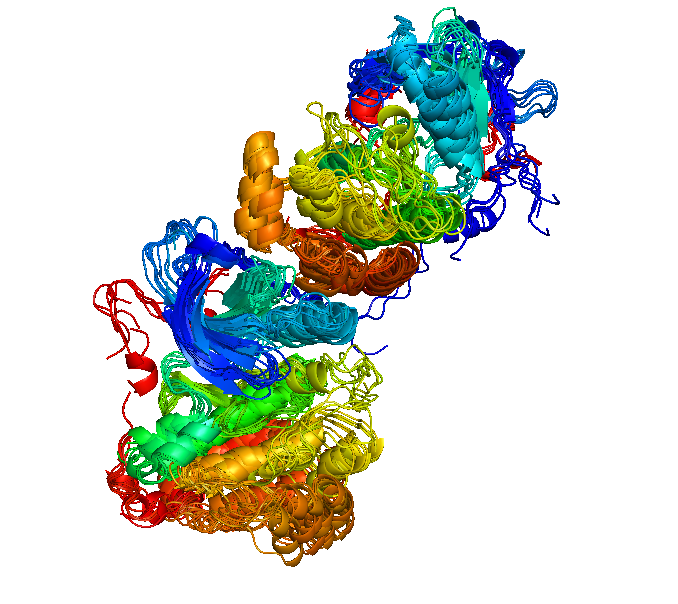
ErbBキナーゼ（EGFR、ERBB2、ERBB4）の結晶構造中で観察される類似した相互作用面の重ね合わせ。タンパク質鎖はN末端からC末端へ青から赤のグラデーションで示されている。各二量体の上側のキナーゼが下側のキナーゼを活性化している。

二量体化はリガンドがErbB単量体の細胞外ドメインに結合した後に起こり、単量体間の相互作用によってキナーゼドメインの活性化ループの活性化が確立され、ErbBの細胞内部分の特定のチロシン残基のトランスリン酸化過程が活性化される。この過程は、ドメインの特異性とErbBファミリーのメンバーの性質のため複雑なものとなっている。ErbB-1とErbB-4はErbBファミリーの中で最もよく研究されており、細胞内で機能的なチロシンキナーゼを形成する。ErbB-2には既知のリガンドが存在せず、ErbB-3には活性を持つキナーゼドメインが存在しない。そのため、これらはヘテロ二量体を形成することでチロシンキナーゼのトランスリン酸化を活性化する。ErbB単量体のテール領域に存在するY992、Y1045、Y1068、Y1148、Y1173に対し、主に特異的なトランスリン酸化または自己リン酸化が行われる。ErbB二量体の活性化に際しては、2つの単量体のキナーゼドメインが非対称型の二量体を形成することが必要である。チロシンキナーゼドメインの活性化は、PLCγ、ERK1/2、p38 MAPK、PI3K/Aktなど、あらゆる種類の下流のシグナル伝達経路を活性化する。
リガンドの非結合時には、ErbB-1、ErbB-3、ErbB-4の細胞外領域は10アミノ酸からなる二量体化アームが単量体間の相互作用を媒介できない、tethered型のコンフォメーションをとっている。対照的に、リガンド結合型のErbB-1と非リガンド結合型のErbB-2では、二量体化アームはuntethered状態となって受容体表面に露出し、単量体間の相互作用と二量体化が可能となる。細胞外ドメインの二量体化は、各ErbBの細胞内ドメイン間で特定のチロシン、セリン、スレオニン残基でのトランスリン酸化が可能となるよう細胞内ドメインを配置する。ErbB-1の細胞内ドメインでは、受容体の二量体化に伴って少なくとも10か所のチロシン、7か所のセリン、2か所のスレオニンがリン酸化、また一部の脱リン酸化（Y992など）が行われることが同定されている。リン酸化が起こる可能性のある部位は多数存在するが、二量体化に伴って一度にリン酸化されるのは1ヶ所（稀に2か所）のみである。

## がんにおける役割
リン酸化されたチロシン残基は、Rasなどの細胞内シグナル活性化因子の結合部位として機能する。MAPK/ERK経路はErbBファミリーによる主要なシグナル伝達ルートであり、PI3K/AKT経路も同様である。どちらも細胞増殖を増加させ、アポトーシスを阻害する。
乳がんではRasの遺伝的変異の頻度は低いが、ErbB受容体の過剰発現によって病理的な活性化を受けている可能性がある。受容体型チロシンキナーゼの活性化はシグナル伝達カスケードを開始し、RasGTPアーゼタンパク質は活性化されてGTP結合状態となる。Ras経路はMAPK経路や他の多くのエフェクター因子と共役する。
ヒトの腫瘍の多くにおいて、PI3K/Akt経路は経路中のタンパク質の変異のために調節異常が生じている。胸部腫瘍に関しては、AktとPI3K p110αサブユニットの体細胞活性化変異は、原発性乳がんの3–5%と20–25%でそれぞれ検出される。胸部腫瘍の多くでは、ホスファチジルイノシトール-3,4,5-トリスリン酸を脱リン酸化してPI3Kの作用に拮抗する、PTENのレベルも低下している。
EGFRは神経膠腫や非小細胞肺がんなど、多くのがんで過剰発現していることが知られている。パニツムマブ、セツキシマブ、ゲフィチニブ、エルロチニブ、アファチニブ、ラパチニブなどの薬剤がEGFRを阻害する目的で利用されている。セツキシマブはヒト:マウスキメラ化IgG1モノクローナル抗体であり、EGFRに高い親和性で結合して細胞内への取り込みを促進する。近年、セツキシマブとゲフィチニブに対する抵抗性の獲得がErbB-3の過剰活性と関係している可能性が示された。この現象はErbB-3をリン酸化するc-Metの過剰発現と関連しており、Akt経路が活性化される。パニツムマブはEGFRと高い親和性で結合するヒトモノクローナル抗体で、リガンド結合をブロックしEGFRの取り込みを誘導する。パニツムマブの効果は、腎細胞がんや転移性大腸がんなど、さまざまな進行性がん患者で臨床試験が行われている。
ErbB-2の過剰発現は、乳がん、卵巣がん、膀胱がん、非小細胞肺がんや他のいくつかのタイプの腫瘍で生じる。トラスツズマブ（ハーセプチン）はErbB-2受容体の細胞外ドメインに選択的に結合することで下流のシグナルカスケードを阻害し、腫瘍細胞の増殖を低下させる。トラスツズマブは腫瘍細胞を標的とし、抗体依存性細胞傷害を促進することで免疫系を介してアポトーシスを引き起こす。女性の2/3はトラスツズマブに対する薬剤応答性を示す。トラスツズマブは乳がんの症例の大部分で機能するが、一部のHER2陽性乳がんでは良い応答がみられず、その理由は未解明である。FISH解析においてHER2比が低いエストロゲン受容体陽性乳がんは、この薬剤に対して応答する可能性が低いことが研究からは示唆されている。